# Sugamuxi

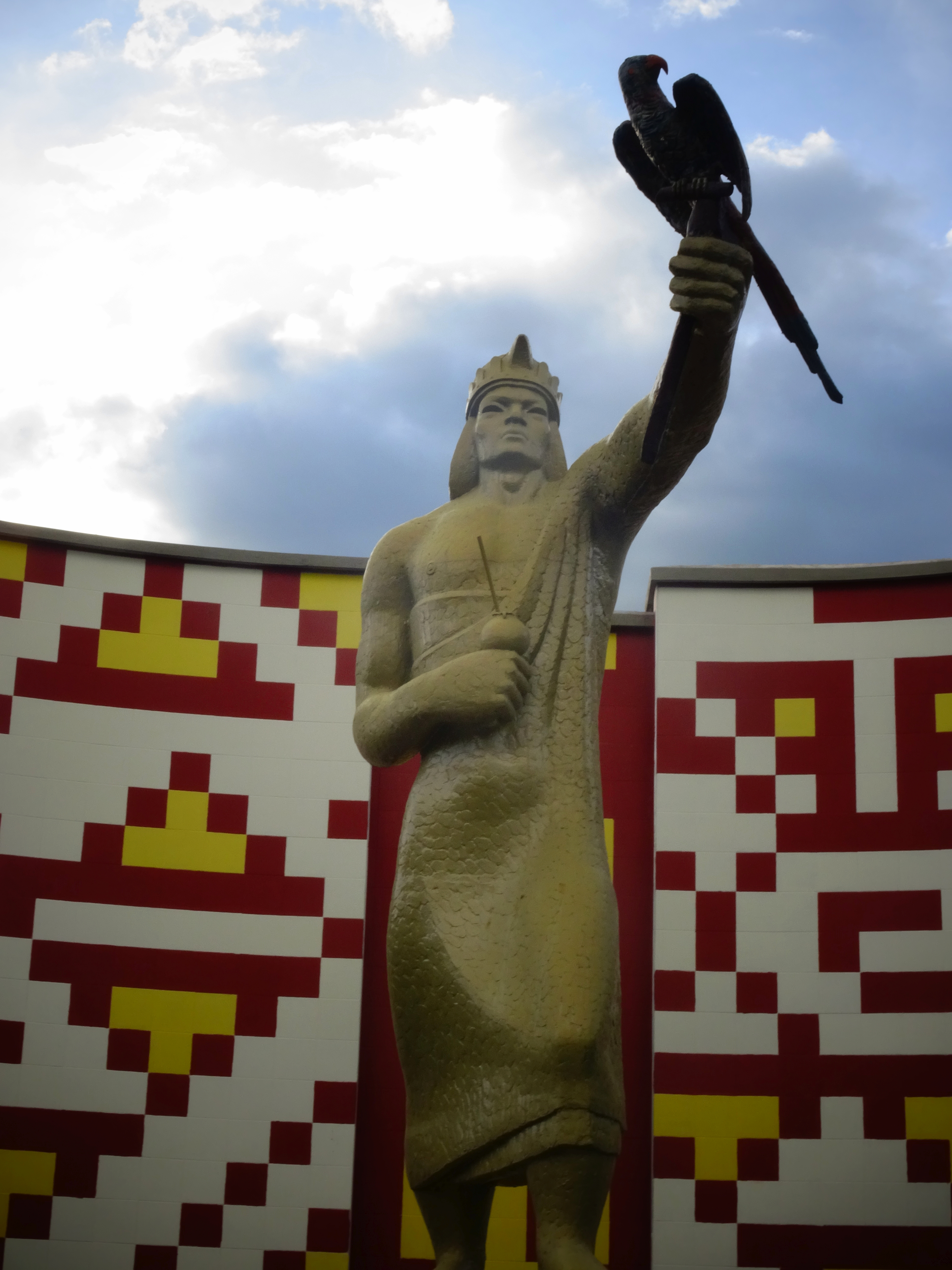
Estatua de Sugamuxi en el Museo Arqueológico de Sogamoso.

Sugamuxi (f. 1539) fue un gobernante muisca de la confederación Iraca en los territorios muiscas. Su nombre significa "El Encubierto" y era el sucesor de Nompanim, aunque se trataba más de una autoridad religiosa que civil colaboró como aliado del Zaque en su lucha contra el Zipa Nemequene, pero tras la muerte de este, retiró su apoyo a Quemuenchatocha y abogó por la paz, logrando una tregua de veinte lunas (dos años) entre los caciques rivales. Mientras se cumplía la tregua hicieron su arribo los españoles y sometieron inicialmente los territorios del Zipa y poco después al Zaque, al Tundama y a Sugamuxi. Probablemente solo se presentaron pequeñas escaramuzas donde la superioridad de las armas españolas se impusieron con facilidad. En 1539 mientras exploraban el rico templo de Sogamoso los españoles lo incendiaron involuntariamente, y destruyeron así sus enormes riquezas. Rebautizado cristianamente como "Don Alonso", moriría poco tiempo después.